# Марано ди Наполи
Мара̀но ди На̀поли (на италиански: Marano di Napoli, на неаполитански: Marano e' Napule, Марано е' Напуле) е град и община в Южна Италия, провинция Неапол, регион Кампания. Разположен е на 151 m надморска височина. Населението на града е 59 579 души (към 31 юли 2011 г.).